# Pericita
Il pericita (o pericito) è un tipo di cellula mesenchimale indifferenziata con funzione contrattile che circonda parzialmente le cellule sub-endoteliali (lamina basale) dei capillari e delle venule.
Queste cellule perivascolari sono circondate da una propria membrana basale che può aderire o fondersi con quella dei capillari.
I prolungamenti della cellula che aderiscono all'epitelio capillare le conferiscono una forma stellata. Essi sono in grado di formare delle gap junction con le cellule endoteliali di cui si compongono i piccoli vasi. Il corpo cellulare è piccolo e di forma ovale. Se circondano capillari arteriosi, queste cellule possiedono dei prolungamenti primari (paralleli all'asse del vaso), dai quali si originano dei prolungamenti citoplasmatici secondari (ortogonali all'asse del vaso); se invece circondano capillari venosi, i prolungamenti sono piuttosto disordinati, e quindi risulta impossibile distinguerli in primari e secondari. Le EPC (precursori delle cellule endoteliali) possono generare tutte le cellule dei vasi tra cui i periciti. I periciti possono inoltre differenziarsi ulteriormente in diversi tipi cellulari (es. macrofagi).